# Kitsissuarsuit
Kitsissuarsuit (Kitsigsuarssuit avant 1973) est un village groenlandais situé dans la municipalité de Qeqertalik près d'Aasiaat. La population était de 82 habitants en 2009.